# Condensspoor

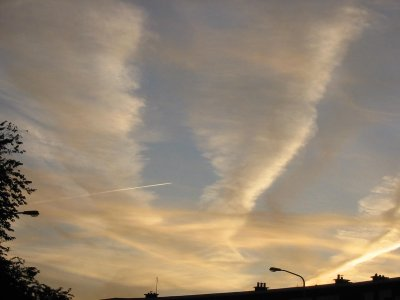
Uitgewaaierde condenssporen in stabiele lucht zorgen voor een groot deel van de sluierbewolking.

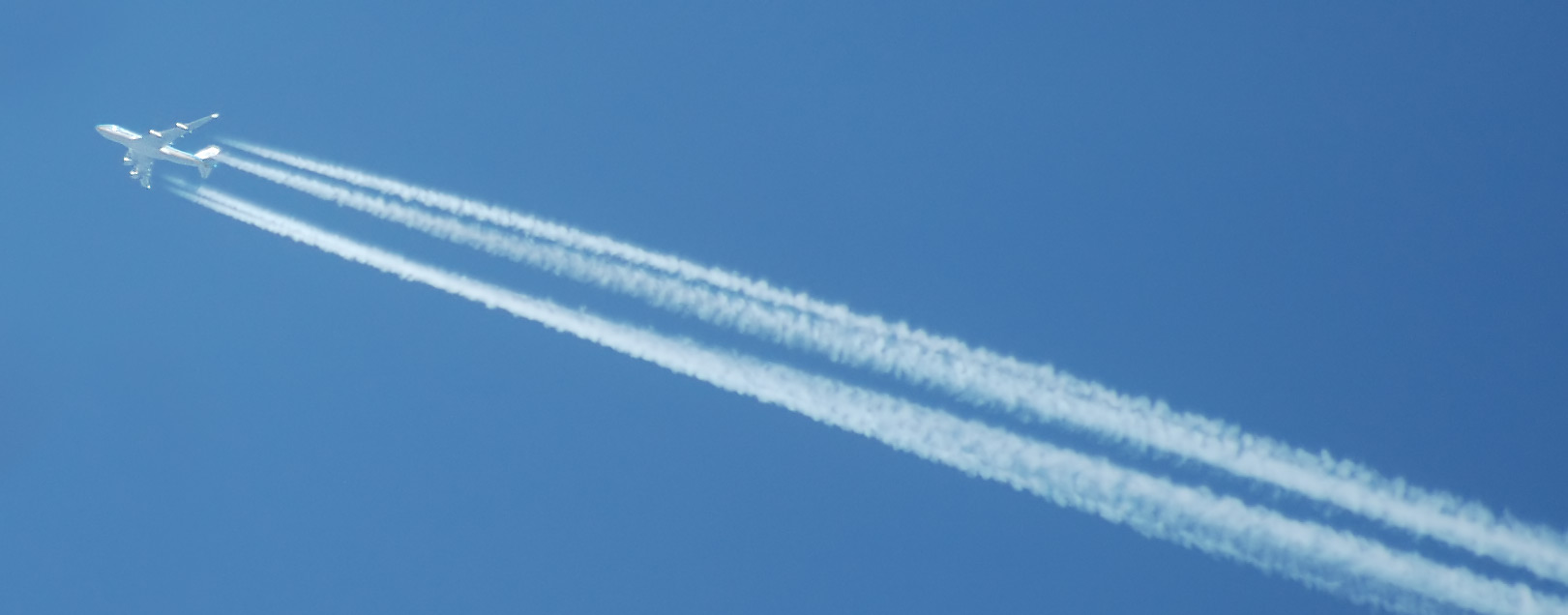
Condenssporen van een jet

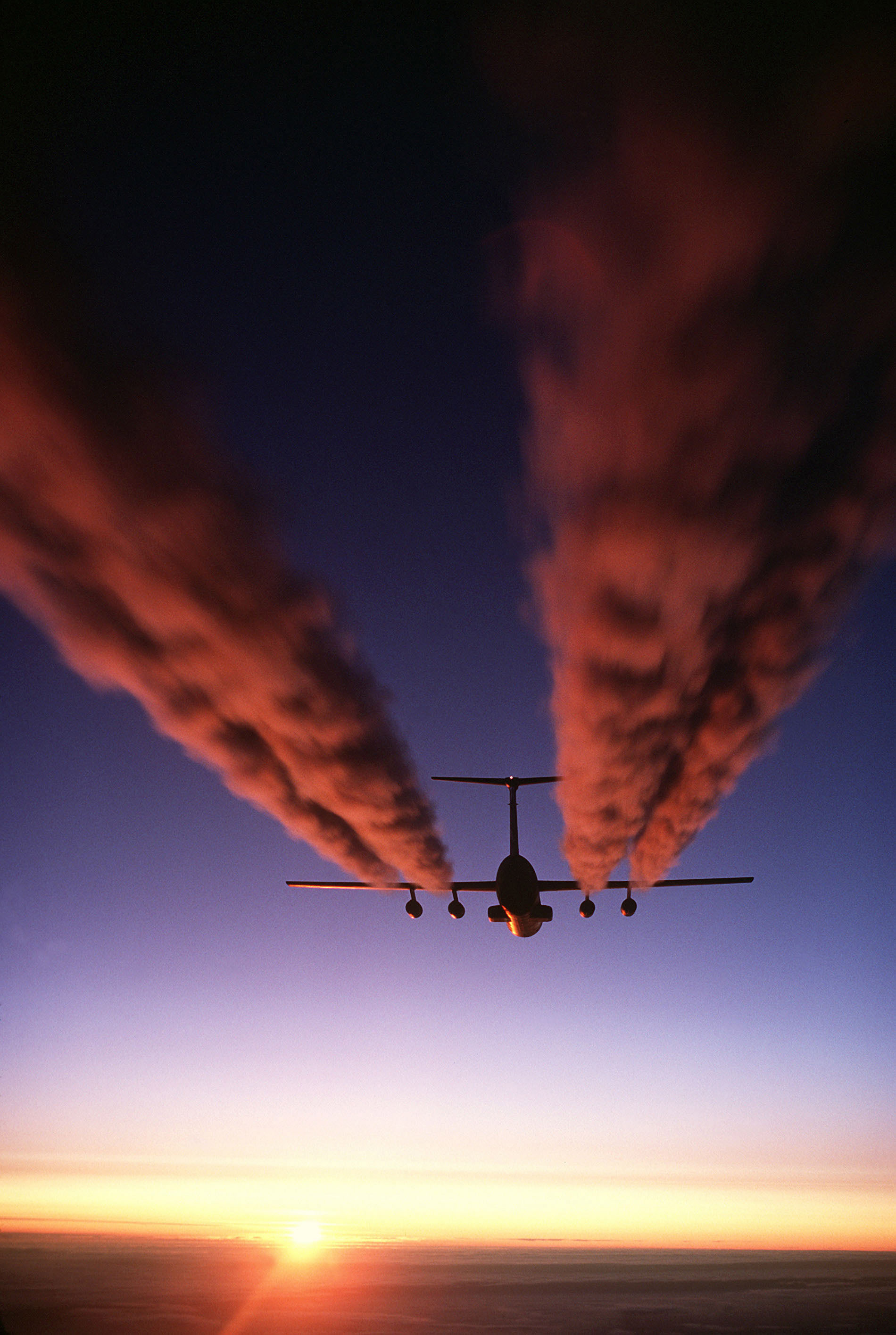
Een Lockheed C-141 Starlifter laat vier condenssporen achter, die van onder door de zon beschenen worden.

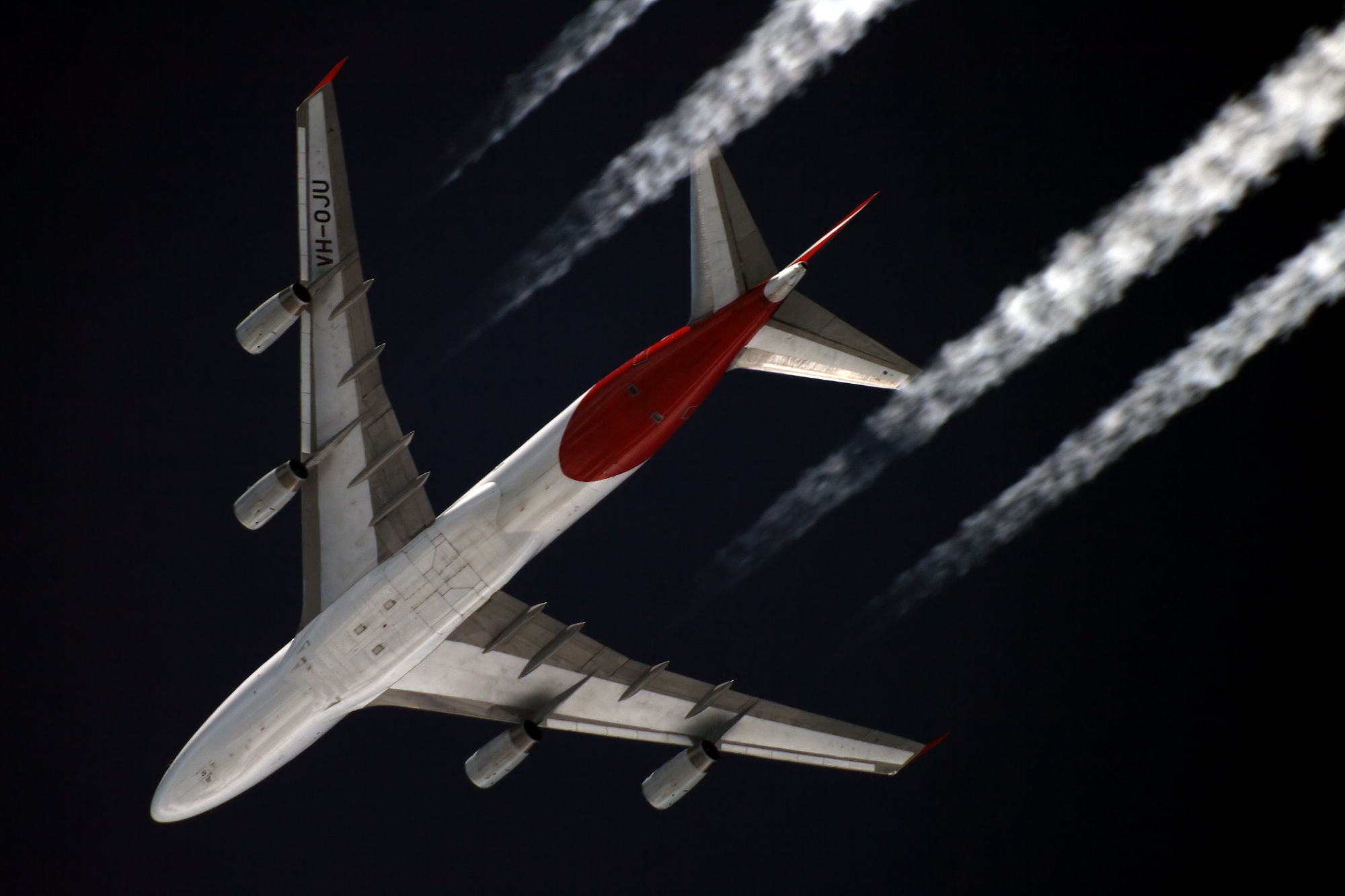
Een Boeing 747-400 van Qantas vliegend op 11 km hoogte.

De witte condenssporen, ook wel vliegtuigstrepen of contrails (een samenvoeging van de Engelse termen condensation en trails) genoemd, zijn kunstmatige wolken die ontstaan uit de uitlaatgassen van vliegtuigmotoren. 
Bij de verbranding van vliegtuigbrandstof komt onder andere waterdamp en roet vrij. Omdat het op grote hoogte zeer koud is, condenseert de waterdamp met de roetdeeltjes als condensatiekern en bevriest. Er vindt wolkvorming plaats en het spoor wordt zodoende zichtbaar vanaf de aarde.

## Toelichting
Het vormen van de condenssporen gebeurt meestal rond 10 kilometer hoogte in de atmosfeer, waar de lucht zeer koud is met vorst van meer dan 40 graden. De waterdamp in de uitlaatgassen van een vliegtuigmotor wordt veroorzaakt doordat bij de verbranding van elke kilogram vliegtuigbrandstof, kerosine, circa 1,4 kilogram water vrijkomt. Koude lucht kan maar weinig waterdamp bevatten en de extra waterdamp, die daar in de lucht wordt gebracht, leidt daardoor direct tot wolkvorming (condensatie) in de vorm van strepen en bij een wolkdichtheid van 0,1-0,5 g/m³ betekent dat ergens tussen de 14 000 m³ en 2800 m³ wolk. De streep begint meestal een eindje achter het vliegtuig doordat de hete uitlaatgassen uit de motoren eerst moeten afkoelen voordat condensatie kan plaatsvinden.
De strepen zeggen veel over de atmosfeer op grote hoogte. Lossen ze snel op dan wijst dat op droge lucht en is de kans op een weersomslag klein. Lossen de vliegtuigstrepen langzaam op en groeien ze flink uit dan is er in de regel een weersverandering op til, die hooguit een paar dagen op zich laat wachten. De meer uitgestrekte wolkensluiers zijn soms moeilijk te onderscheiden van natuurlijke hoge bewolking en blijven lang intact. Uit satellietwaarnemingen blijkt dat vliegtuigstrepen in de omgeving van Nederland en België in veel gevallen langer dan een dag blijven bestaan en in een kwart van de gevallen zelfs langer dan twee dagen.
De wolken op die hoogte bestaan geheel uit ijskristallen. Door breking en weerkaatsing van zonlicht zijn er soms optische verschijnselen in te zien, zoals een gekleurde bijzon.
Condenssporen worden in het weerbericht meestal niet vermeld, en als er wel aandacht voor is worden ze doorgaans aangeduid met "sluierbewolking".
Op geringere hoogtes doen vliegtuigen soms ook wel het omgekeerde. In lage en middelbare bewolking veroorzaakt een vliegtuig soms een oplosspoor door de hitte van de motoren.

## Onderzoek
In internationaal verband wordt onderzoek gedaan naar de invloed van het luchtverkeer op de atmosfeer. Het Intergouvernementele Panel op het gebied van klimaatveranderingen (IPCC) stelt vast dat vliegtuigen, die naast koolstofdioxide nog verschillende andere stoffen uitstoten, op een complexe manier invloed zouden hebben op het klimaat. Het effect op het klimaat van mogelijke veranderingen in de bewolking door het vliegverkeer is onzeker. Naast de vliegtuigstrepen gaat het ook om hoge bewolking die het broeikaseffect mogelijk verder versterkt. Aan de andere kant zorgt deze bewolking voor reflectie van zonlicht, wat weer een afkoelend effect geeft.